# 火山布雷系統

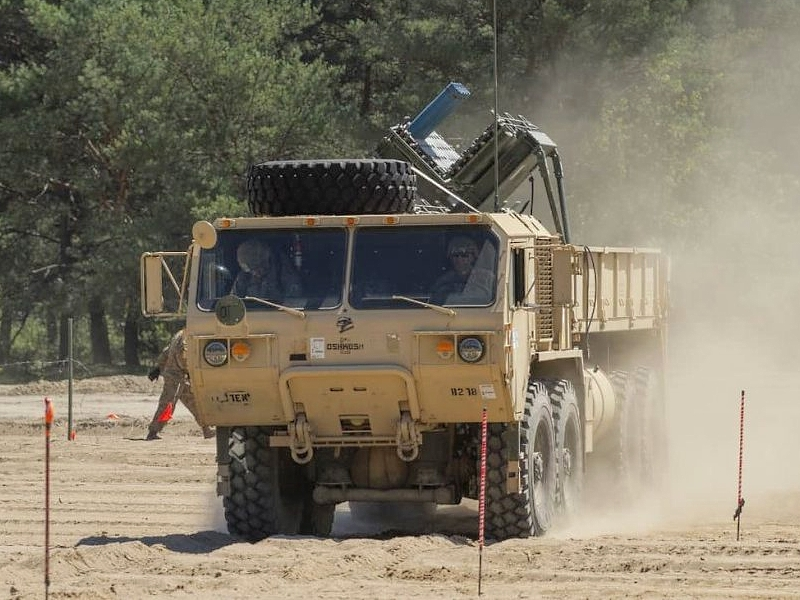
M977 HEMTT 與 M136 火山布雷系統

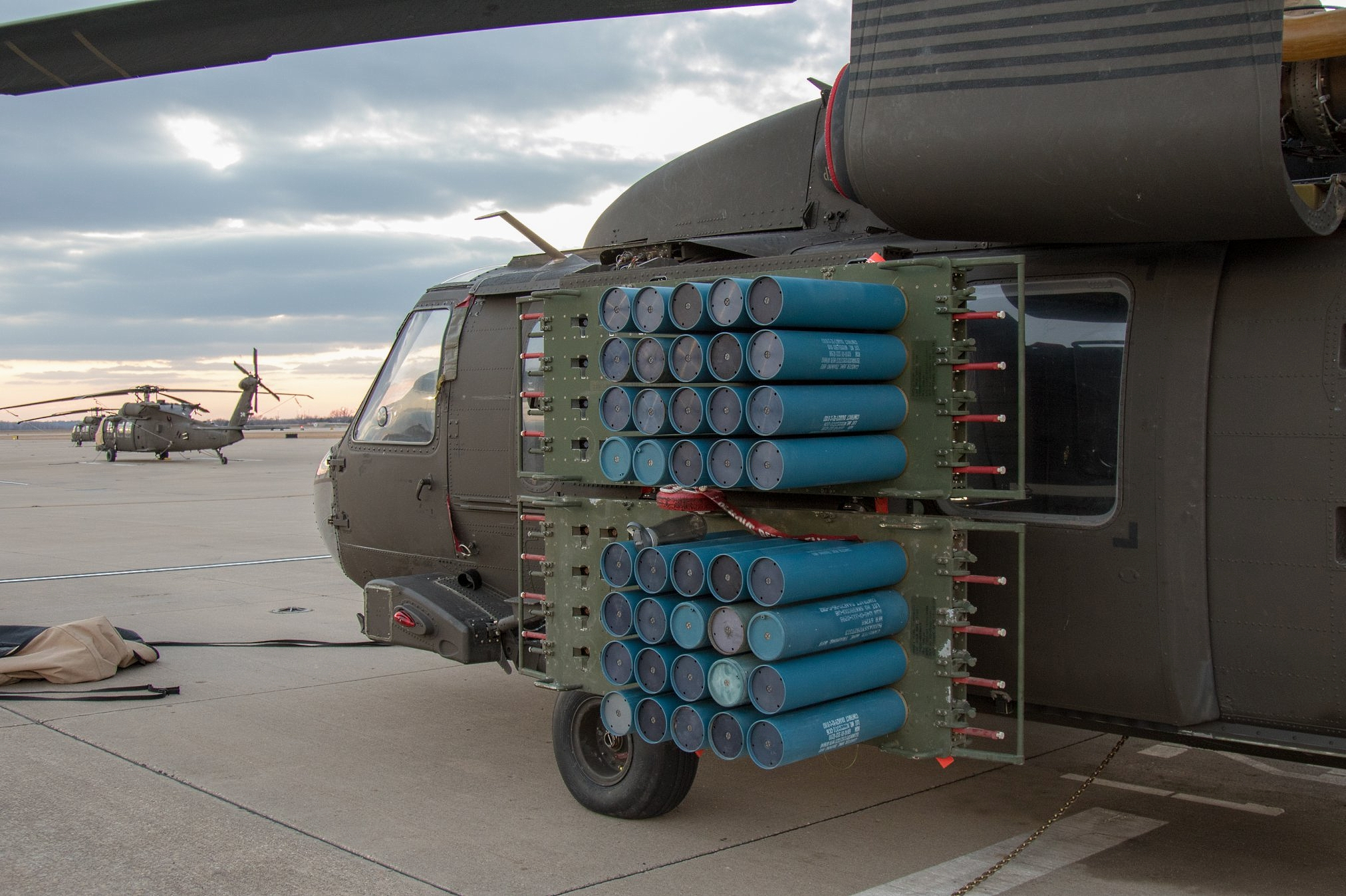
UH-60 直升機上裝備的 M136 火山布雷系統

火山布雷系統（英語：Volcano mine system）又稱M136火山車載分散式地雷系統是美國陸軍在1980年代開發的一種自動布地雷運載系統。火山系統使用預先包裝好的地雷筒，主要是大型的反車輛、反坦克地雷為主，以免次生危害，而這些地雷從筒中彈出時會散佈在廣闊的區域。火山系統也在其他軍隊使用。

## 概況
火山布雷系统主要目的是提高部队在各种条件下快速布设大型雷区的能力。火山布雷系统是为前进部队提供侧翼保护以及与空中和地面部队协同作战执行侧翼守卫或掩护任务的理想选择。
该系统由用于分配预包装地雷罐的M139分配器、分配控制单元（DCU）和安装硬件组成，除了安装硬件不同外，其他部件都可以安装在地面或空中车辆上。该系统的设计目的是为了以最少的时间和劳动力将部件安装到车辆上和从车辆上拆除。分配系统的设计也是为了便于使用，可以由经过最少培训的人员来操作。该系统所使用的弹药是基于一个改良的 "GATOR "地雷。活性和惰性（训练）弹药均可使用，活性弹药罐为绿色，而惰性弹药罐为蓝色。

## 佈雷載具
- M939系列軍用卡車 （页面存档备份，存于）

- UH-60黑鷹直升機

## 裝備軍隊

### 使用國
- 美国陆军[5]
- 大韓民國陸軍[6]
- 中華民國陸軍（14套）[7][8]
- 波蘭陸軍[9][10]

### 退役國
- 英國陸軍